# 2000年代JR時間表修正
2000年代JR時間表修正（日语：／）是指2000年代在JR集團內路線中實施的時間表修正。

## 2000年（平成12年）

### 1月22日
九州中，隨著筑肥線下山門站至筑前前原站之間成為雙線鐵路實施時間表修正。當中包括由於增加班次而引入由JR九州開發的首架直流型電動列車303系。

### 3月11日
各地實施時間表修正。
新幹線
山陽新幹線中，由本來700系規格進行若干變更，成為700系7000番台，並開始營運「光」的分支列車「光號鐵路之星」。當時除了部分「West光」外均轉換成為「光號鐵路之星」（當時車廂內的自助餐已經結束營業）。
100系V編成（「Land光」）的餐車終束營業。
北海道
宗谷本線中，使用KiHa400系・480系行走於札幌站至稚內站之間的急行「宗谷」、「佐呂別」、「利尻」均改用KiHa183系與新開発的Kiha261系，同時升級至特急，分別名為「超級宗谷」、「佐呂別」和「利尻」。成為宗谷本線中首列特急列車。由於旭川站至稚內站之間的急行「禮文」廢止，北海道再沒有日間急行行走。
東日本
新製造的E751系開始運行特急「超級初雁」。
在中央・總武線各站停車、宇都宮線中引入E231系。
仙石線中，仙台站至陸前原之町站之間的路段地下化，延由仙台站延長路段至新車站青葉通站。
西日本（都市網絡）
新快速所有列車均統一為223系，所有列車均以最高130km/h運行。同時打破了從京都站毎小時0・15・30・45分出發的規律。在日間運行快速班次中，在蘆屋站至東灘號誌站之間使用外側線（列車線）。大部分大阪方向的快速列車均於東加古川站等待列車通過，在黃昏姬路方向的快速列車均於土山站等待列車通過。從大阪出發前往備前片上的外側快速廢止。
221系均轉移至運行阪和線、JR寶塚線上，使快速班次提高。在阪和線中，除關空快速・紀州路快速外，日間的快速班次均使用221系，該時段不再駛入御坊站（在和歌山站分割運輸系統）。JR寶塚線・福知山線中，在日間來往大阪站的快速名為「丹波路快速」，在該時段需要在篠山口站轉乘。使221系不會駛往福知山站。
來往關西的臥鋪特急進行重整，「彗星」與「曉」於門司站前結併運行，「曉」來往佐世保站的班次取消。使佐世保站再沒有臥鋪特急列車駛入。
西日本（其他）
廣島地區中，山陽本線前空站啟用。
九州
885系開始引入服務。主要執行「鷗」，使用485系行走長崎本線、佐世保線的特急廢止。另外，「綠」和「豪斯登堡」列車開始使用783系運行。
削減「日輪」班次，同時新設來往延岡站至南宮崎站或宮崎機場站的「日向」。
來往博多站至門司港站之間的通勤特急名為「閃耀」。
久大本線久留米大學前站啟用。
途經肥薩線、吉都線（蝦野高原線）的急行「蝦野」廢止。

### 4月21日
由於山陽新幹線「光號鐵路之星」規定使用指定編成，「West光」終止運行。同時，0系不再連接綠色車廂。

### 9月23日
主要為西日本嵯峨野線（山陰本線）實施時間表修正。
嵯峨野線二條站至花園站之間開設圓町站，在日間的時間表進行大幅改動。在該時段中，設有京都站至園部站之間的快速列車班次，也增加普通列車班次。

### 10月1日
東海道新幹線實施時間表修正。
「希望」停靠新橫濱站的班次數目增加（由16增至32班），除了從東京站直通至山陽新幹線岡山站的1號「希望」列車外，均停新橫濱站。另外，在早上時段增加「希望」1往返班次（41・42號）。由於增備700系，使使用700系的「希望」班次增加，除了上述的41･42號外，所有「希望」列車統一使用700系和500系。

### 12月2日
主要為東日本實施時間表修正。
東日本
隨著E351系進行翻新工程，部分特急「超級梓」改用183、189系，並以「梓」的名稱運行。
京葉線中，部分快速停千葉港站。
武蔵野線中，部分來往南船橋站的班次延長至海濱幕張站。
常磐線各站停車至地下鐵千代田線中，增加直通至小田急電鐵的班次。
五能線中，陸奧黒崎站改名為白神岳登山口站。
貨物
總武本線 - 新金貨物線 - 常磐線 - 武蔵野線的路線中，大部分來往千葉方向的貨物列車改經京葉線、武藏野線，使行駛時間大幅縮短。

## 2001年（平成13年）

### 3月1日
西日本中，隨著日本環球影城 (USJ) 開幕，櫻島線環球影城站啟用。在3月1日、2日櫻島線與大阪環狀線實施特別時間表運行。另外，櫻島線設有「JR夢咲線」的別名。

### 3月3日
主要在西日本實施時間表修正。
東海
關西線春田號誌站升級至旅客車站，名為春田站。
西日本
日本海縱貫線進行運行系統重組，在1961年（昭和36年）10月「3·6·10」修正以來，日本行走最長距離日間特急列車「白鳥」廢止。
增加683系執行「雷鳥（Thunder Bird）」班次，運行區間為來往大阪站至富山站（1往返班次來往魚津站）或和倉溫泉站之間。同時，「雷鳥」統一來往金澤站。「雷鳥」另外設有來往新潟站的「故鄉雷鳥」，於季節時期運行。同時，富山站至新潟站之間增加「北越」班次。
七尾線中，隨著能登鐵道七尾線穴水站至輪島站之間將於4月1日廢止，急行「能登路」（上行2班，下行3班）中，使用58系柴油列車運行，來往輪島站的1往返班次（1、2號），與使用415系800番台電動列車運行，從金澤出發前往和倉溫泉的1班下行班次（5號）廢止。替代列車為增加來往七尾站的快速列車，設有1往返琵次。在七尾鐵道中，只剩下各站停車班次。
富山港線中，日間部分班次由電動列車改為柴油列車。
隨著USJ開幕，大阪環狀線直通至JR夢咲線（櫻島線）增加班次。部分特急「遙」停西九條站。
JR神戶線中，在早上繁忙時間的快速班次停西之宮站（現時為西宮站）。在該時段於御着站的待避廢止。
在大和路線、關西本線中，大和路快速停久寶寺站。另外，龜山站至加茂站之間的普通列車不再駛入奈良站。日間加茂站至伊賀上野站之間區間班次廢止。
奈良線中，京都站至JR藤森站之間與宇治站至新田站之間成為雙線鐵路、單線鐵路中增設信號機，列車交會設備改良，奈良線的運輸改善工程完成，列車大幅增加班次以及提速。在早上和黃昏加設快速、區間快速班次，在日間加設都路快速班次。京都站至城陽站之間增加普通班次。宇治站至新田站之間的JR小倉站啟用。
紀國線中，削減周參見站折返班次。
加古川線、姬新線、美禰線均削減班次以及設定路軌維護工程而暫停服務的時段。在藝備線中，於假日暫停服務與來往廣島站的2往返班次使用車輛變更。木次線和三江線中，首班和尾班車於星期六及日暫停服務。長門市站至仙崎站之間的尾班車從晚上8時提高至下午5時。
四國
新設擁有回家快車特性的特急列車「午夜EXP高松」、「午夜EXP松山」。
九州
增備885系並執行「音速」班次。「日輪」縮短至小倉站。同時485系不再駛入博多站。福岡地區的回家快車升級至特急。
鹿兒島本線彌生丘站啟用。

### 3月29日
西日本中，3月31日日本環球影城開幕前，修改大阪環狀線至JR夢咲線的直通班次與所需時間進行修正，同時實施時間表修正。

### 4月1日
東日本的仙台地區中，東北本線、仙山線、仙石線實施時間表修正。當中仙山線開始實行平日時間表和星期六及假日時間表。於星期六及假日時間表重開特別快速。同時該線的455系不在仙山線服務。

### 4月21日
西日本山陽新幹線實施時間表修正。增加光號鐵路之星班次。

### 6月4日
西日本藝備線實施時間表修正。從廣島出發志和口站的尾班車延遲。於志和口站到達時間在跨日後。因此，三次站尾班前往廣島站的班次提早出發。

### 7月1日
北海道
日間使用183系柴油列車運行的特急「大空」轉用283系柴油列車運行「超級大空」，在1961年（昭和36年）以來使用的愛稱「大空」被消滅。另外，「大空」夜行班次的愛稱改為「毬藻」。
石北本線天幕站、中越站、奧白瀧站，宗谷本線下中川站、上雄信內站、蘆川站廢止（中越站、奧白瀧站降至號誌站），在廢止後，JR在來線兩站最長距離的區間的記錄由石北本線上川站至上白瀧站之間(34.0公里)擔當（在之前的記錄為石勝線苫鵡站至新得站之間的33.8公里）。
西日本
和田岬線電氣化，增加列車班次。

### 7月7日
西日本山陰本線實施時間表修正。為了列車高速化，來往米子站至益田站之間引入快速的Kiha126系，運行班次進行修正，班次數目微減。來往鳥取站至益田站之間的特急「國引」引入西日本首架新型特急柴油列車Kiha187系，並改名為「超級國引」。同時特急「磯風」均改為來往益田站。而木次線、三江線時間變更。

### 7月20日
西日本，大阪環狀線直通至JR夢咲線的直通列車中，西九条站的停車月台變更，JR夢咲線於運送日本環球影城最繁忙的時間實施時間表修正，修改班次間隔，使前往提高前往日本環球影城的方便性。

### 9月29日
東日本中，東北本線（仙台地區）國府多賀城站啟用。

### 10月1日
東海、西日本（新幹線）
東海道區間「光」減少每小時1班，而定期「希望」班次增加至約30分鐘一班。使時間表規律由「2-7-3」（每小時2班希望、7班光、3班回聲）變為「3-6-3」（每小時3班希望、6班光、3班回聲）。另外，增加新橫濱站、新神戶站班次，實施「光」快捷性。另外，0系Q編成（4卡編成）不再行走東海道區間。另外，同年夏季，JR西日本的700系16卡編成（3000番台／B編成）投入服務。
東海（在來線）
在來線中，名古屋鐵道駛入高山本線的特急「北阿爾卑斯」廢止。
西日本（在來線）
都市網絡中，日間時段於草津站折返的新快速延長至野洲站。奈良線東福寺站成為快速、區間快速停車站。

### 10月6日
隨著九州筑豐本線、篠栗線電氣化實施時間表修正。
開設博多站至直方站之間的特急「魁皇」。在筑豐地區的運輸系統進行重整。817系開始運行。使用50系客車運行定期各站停車的班次廢止。
電氣化區間中，筑豐本線折尾站至桂川站之間與篠栗線的愛稱名為「福北豐線」，非電氣化區間若松站至折尾站之間的愛稱名為「若松線」，桂川站至原田站之間的愛稱名為「原田線」。
同時，後藤寺線直通至筑豐本線、篠栗線方向的直通列車取消。

### 12月1日
東日本實施時間表修正。
新幹線
上越新幹線中，於黃昏通勤時段的「Max谷川」開始使用E4系16卡編成。來往東京站至新潟站之間的「朝日」增加1往返班次，調整於越後湯澤站轉乘的特急「白鷹」班次。增加列車停燕三條站。
長野新幹線（當時的通稱）中，「淺間」增加班次停高崎站、佐久平站與上田站。
東北新幹線中，在早上時段增加「那須野」班次。增加班次停大宮站。另外，秋田新幹線「小町」的綠色車廂全面禁煙。
在來線
開始引入E257系電車運行中央本線特急「梓」與「甲斐路」。E351系的翻新工程完成，特急「超級梓」回復8往返班次。
部分特急「成田特快」，在成田站、千葉站至東京站、新宿站、池袋站之間，可使用定期票與指定席特急票乘車。
特急「若潮」增加1往返班次，特急「若潮」、「細波」增加停海濱幕張站的班次。
來往長野站至新潟站之間的特急「豐收」1往返（2、3號）廢止。
來往上野站至水上站之間的新特急「水上」1往返（7、10號）廢止。
中央本線急行「阿爾卑斯」從長野出發往新宿的班次變為臨時列車。
設立新運輸系統「湘南新宿線」，經山手貨物線、品鶴線，駛越新宿站，來往東海道線、橫須賀線至宇都宮線、高崎線之間。但是，由於池袋站、新宿站的改善工程還未完成，列車只來往池袋站或新宿站。
調整回家快車班次。高崎線的「回家快車鴻巢」增加班次。在中央線快速中，未來的回家快車改名為「中央快車」「青梅快車」，並增加班次。另外，乘車整理費用「回家快車費用」加價至500日圓。
首都圈中，未達50公里的自由席特急費用與急行票降至500日圓。
宇都宮線中，從宇都宮出發前往黑磯的尾班車延遲出發。京葉線、武蔵野線於晚間，與埼京線黃昏至晚間時段增加班次。中央、總武線各站停車於年度內統一使用E231系。
在此改正中，115系不再於高崎線上運行。
東北地區中，羽越本線岩城港站，五能線WeSPa椿山站啟用。

## 2002年（平成14年）

### 3月16日
北海道實施時間表修正。從旭川方向前往新千歲機場方向的直通L特急改名為「超級白箭」。

### 3月23日
東日本
山手線的E231系500番台投入服務，在4月21日起開始投入運作。常磐線（上野站至取手站之間為快速）也引入E231系，在3月3日已經投入運作。
隨著小田急電鐵實施大規模時間表修正，常磐線各站停車、營團地下鐵（現時為東京地下鐵）千代田線也實施時間表修正。在日間來往相模大野站的列車（小田急線內為準急）改為來往唐木田站（小田急線內為多摩急行）。
磐越西線特急「Viva會津」在星期六與假日的班次改名為特急「假日Viva會津」。
西日本
部分特急「白鷹」於北北線的最高速度提升至160km/h，由西日本所屬485系不再行駛「白鷹」。
在每月1次的路軌維護工程使路線暫停服務中，陸續擴大至姬新線和因美線等其他地方交通線。更多班次改用一人控制，更多車站成為無人車站或簡易委託車站，以及削減列車班次（主要是早上、深夜和日間列車班次）。在JR西日本中為首次實施同類型（減班）的時間表修正。隨後部分路線也開始實行每月1次的路軌維護工程使路線暫停服務。
都市網絡
JR神戶線中，西之宮站在平日早上和晩上時段，快速列車停站。早上從大阪出發前往姬路方向的1班快速的運行路線改變，停須磨站、垂水站和舞子站。增加平日早上從大阪出發前往姬路，晚上從姬路出發前往大阪的新快速班次。
JR京都線中，在早上繁忙時間的快速班車中，京都站至高槻站之間的區間變為普通。琵琶湖線在早上前往大阪方向的新快速班次，由該線內各站停車變成設有通過車站。在黃昏快速班次中，由前往安土延長至前往米原。
JR寶塚線、福知山線在篠山口站轉乘時間改善。
湖西線中，早上和黃昏的快速列車停雄琴站（現時為雄琴溫泉站）。
學研都市線（片町線）中，星田站成為快速停車站。松井山手站至JR三山木站之間的運送改善工程完成。結併與分離列車的車站由松井山手站改為京田邊站。同時，207系（2000番台）24輛（3卡編成4抽、4卡編成3抽）車投入服務。部分列車改為來往京田邊站。在京橋站至田條畷站之間的快速運輸區間的區間快速列車增加班次。在日間京橋站至四條畷站之間的區間運輸班次廢止。
奈良線在晚上10時時段前，設有快速、區間快速列車班次。
阪和線削減在晚上行走的列車班次。
和歌山線中，直通至大和路線的區間快速中，其運輸區間縮短至五條站。221系不再經和歌山線駛入和歌山站。在晚上11時時段，從和歌山出發的尾班車由前往五條縮短至粉河，使前往五條站的尾班車提早出發，並再沒有跨日列車班次。
紀國線中，削減紀伊田邊站至新宮站之間的班次。增加1班特急「黑潮」從新大阪出發前往紀伊田邊。延遲尾班車出發時間。從新大阪出發前往紀伊田邊的尾班快速列車由165系改為221系，在西日本內再沒有165系運行。
七尾線中，直通急行「能登路」廢止，削減部分特急班次。
藝備線的急行列車統一名為「三次」，來往三次站至備後落合站之間的1往返普通班次繼續存在。備後落合站再沒有優等列車班次。急行列車的時間表變更，使備後落合出發的尾班車大幅提早出發，在不可以在下午從廣島方向 → 木次線，晚間由木次線 → 廣島方向。延遲三次站至廣島站之間的尾班車。從廣島出發前往三次的尾班車在晚上10時半後，前往志和口則為晚上11時半後。
吳線新廣站啟用。
境線中，在假日的晚上列車暫停服務。
提早播但線、山陰本線香住站前往濱坂站、宇部線、小野田線的尾班車。長門本山站的尾班車在晚上6時時段。
四國
高松地區新設快速「Sunport」。由於高知地區的後免·奈半利線開業，使實施時間表修正。兩地區的時間表規律化。另外特急列車的結併與分離車站改為宇多津站。
九州
豐肥本線大分大學前站啟用。在3月9日，長崎本線的本川內站折返式鐵路廢止。

### 7月14日
隨著3月JR東日本收購東京單軌鐵路，東京單軌鐵路羽田機場線的起點同時轉乘站濱松町站中，成為京濱東北線的快速停車站。

### 7月20日
西日本中，為了方便前往日本環球影城，部分特急「黑潮」、「超級黑潮」和「海洋快箭」列車停西九條站。

### 10月5日
西日本實施時間表修正。
新幹線
開始替換「回聲」的100系。
在來線
都市網絡的車輛運用上有所調整。日間時段的普通列車中，西明石前往京都，以及JR寶塚線前往高槻的運行形態進行變更。改為西明石站至京都站之間、直通至JR東西線、以及新三田站至高槻站之間。同時，大阪方向與JR東西線直通方向的出發順序更變，互相轉乘的組合改為同方向。在快速列車中，所有區間使用內側線（電車線）。增加來往福知山站特急「北近畿」的班次，本來只於週末運行，來往豐岡站的班次改為毎日運行。同時，「北攝快車」廢止。
廣島地區中，部分藝備線列車由各站停車改為快速列車。增加晚間列車班次。另外，在廣島都市圈路線群的名稱設定為廣島城市網絡。

### 10月21日
西日本北陸本線中，隨著北陸新幹線興建工程進行，東金澤站至森本站之間的走線變更，同時實施時間表修正。營業距離減少0.1公里。能登鐵道削減列車班次，來往七尾站的急行廢止。

### 11月2日
西日本紀勢本線實施時間表修正。在和歌山站至紀伊田邊站之間的普通列車中，除了早晩時段外，均在御坊站把系統分割。御坊站至紀伊田邊站之間的區間列車改由113系2卡編成以一人控制方式運行。

### 12月1日
北海道、東日本實施時間表修正。
新幹線
東北新幹線盛岡站至八戶站開業。新設該區間行走的「疾風」。另外部了部分班次外，所有「疾風」均全車指定席。
秋田新幹線「小町」在這次修正中與「疾風」成為全車指定席。另外結併列車由「山彥」改為「疾風」。
東京站至福島站之間不停站的山形新幹線「翼」班次，改為加停大宮站。使所有「翼」班次均停大宮站，於東京站至福島站之間不停站「翼」消滅。
上越新幹線「朝日」改名為「朱鷺」。
東京站至長野站之間不停站的長野新幹線「淺間」班次，改為加停大宮站。使啟有「淺間」班次起停大宮站，於東京站至長野站之間不停站「淺間」消滅。
青函列車
隨著東北新幹線八戶站啟用，東北本線盛岡站至八戶站之間成為並行在來線，該路段轉讓給IGR岩手銀河鐵道（岩手銀河鐵道線，盛岡站至目時站之間）和青森鐵道（青森鐵道線，目時站至八戶站之間）。
盛岡站至青森站、函館站之間的新幹線接駁特急「初雁」、「超級初雁」、青森站至函館站間之的快速「海峽」廢止。在「海峽」廢止後，海峽線除了特急、急行以外，所有定期旅客列車均廢止 。當日起，所有JR中，除特急、急行以外再沒有定期客車列車。
在八戶站接駁新幹線的特急列車中，新設在青森縣內行走的「津輕」，以及連接北海道的「白鳥」、「超級白鳥」。「超級白鳥」使用JR北海道新製的789系。
北海道
增加L特急「丁香」1往返班次。特急「鄂霍次克」加停美唄站、砂川站、生田原站和女滿別站。所有「鄂霍次克」停生田原站、女滿別站。
東日本
在東日本內不會再稱呼L特急和新特急，均改回沿用「特急」。
中央本線中，特急「梓」、「甲斐路」的定期列車更換為E257系。「甲斐路」部分班次的運輸區間延長至東京站和龍王站。急行「阿爾卑斯」下行班次廢止，改為臨時快速「月光信州」，只於在多客時期運行。另外，「成田特快」加停澀谷站，並新設來往高尾站的班次。
常磐線中，部分「新鮮常陸」使用651系，「新鮮常陸」首次連結綠色車廂。
總武本線中，特急「潮騷」來往東京站至成東站之間增加1往返班次。
羽越本線中，特急「稻穗」來往新潟站至酒田站之間削減1往返班次。
信越本線中，來往高田站至長岡站、新潟站之間的特急「豐收」降級為快速「頸城野」。使來往犀潟站至長岡站之間的定期日間特急只有「北越」。
磐越西線中，特急「Viva會津」、「假日Viva會津」改名為特急「會津」、「假日會津」。車輛方面，使用了東北新幹線盛岡站至八戶站之間開業後，前「初雁」廢止而剩下的485系（連結綠色車廂）。另外，仙山線快速「仙山」在星期六及假日的班次改名為快速「假日仙山」。
東京臨海高速鐵道臨海線全線開通，開始設有直通至埼京線的列車班次。另外，埼京線、湘南新宿線於大崎站的月台啟用，湘南新宿線每日由25往返班次增至38往返班次。
回家快車班次中，「湘南新宿快車」的愛稱進行變更，下行為「回家快車小田原」，上行為「早安快車新宿」。另外，部分中央快車、青梅快車增加班次。
在京葉線啟用以來首次實施大規模的時間表修正。在星期六、假日的快速「海洋夢」、「武藏野夢」的愛稱廢止。所有快速列車停南船橋站、千葉港站。海濱幕張站至蘇我站之間，削減日間列車班次。快速等待特急與通勤快速的時間增加。
奧羽本線、花輪線（秋田站至大館站至鹿角花輪站之間）的急行「米代」（花輪線內為普通列車）降級為快速列車（沒有愛稱），使急行「米代」廢止。釜石線中，急行「陸中」整合至快速「濱百合」。使在東日本內，除了夜行列車外的定期急行列車消滅。
八戶線的種差站改名為種差海岸站。
夜行列車
上野站至青森站之間的臥鋪特急「白鶴」，函館站至札幌站之間的臨時快速「午夜」廢止。

## 2003年（平成15年）

### 3月15日
西日本、九州實施時間表修正。
西日本
北陸地區特急「白鷺」的683系2000番台投入服務。同時，連結全景綠色車廂的國鐵型塗裝485系再次執行「雷鳥」班次。
都市網絡中，開設從京都出發前往米原方向（琵琶湖線）的新快速班次。在早上繁忙時間和晚上中，來往草津站的的列車延長至來往野洲站。延遲從大阪出發前往米原的尾班車（前往野洲的班次延長至米原）。103系再次駛入草津站。湖西線中，從近江舞子出發的首班車延長至從近江今津出發，出發時間也提早。在JR寶塚線中，在繁忙時間中，快速的行駛時間有所縮短。在學研都市線中，從木津站的首班車變為區間快速。
大阪環狀線中，日間列車班次間隔均等。與夢咲線直通班次分離。在大和路線、阪和線中，增加平日早上前往大阪方向的快速班次。特急「遙」中，早上繁忙時間的上行列車，與黃昏繁忙時間以後的下行列車加停和泉府中站，增加日根野站停站列車。奈良線東福寺站和玉水站成為快速停車站。
小濱線電氣化，125系投入服務。Kumoha42001不再運行小野田線。
九州
在大村線使用KiHa183系行走的特急「西博爾德」廢止（車輛使用在後述的「由布DX」）。
鹿兒島本線太宰府號誌站啟用，大野城站成為停車站。若松線二島站至折尾站之間開設本城站。另外，篠栗線的城戶站改名為城戶南藏院前站，肥薩線的霧島西口站改名為霧島溫泉站。
在此修正中，能登鐵道削減班次，前往蛸島站的列車只剩下5班。

### 3月29日
東日本中，隨著實施小田急電鐵時間表修正，與其互相直通的常磐線各站停車與地下鐵千代田線也實施時間表修正。部分來往相模大野站、本厚木站的列車（小田急線內為準急）改為來往唐木田站（小田急線內為多摩急行）。使3間公司直通的準急消滅。另外，在互相直通的中央·總武線各站停車至地下鐵東西線中，E231系800番台投入服務（在同年5月1日開始營業），103系、301系不在使用在直通運行班次。

### 6月1日
西日本實施時間表修正，來往大阪站至米原站之間的「琵琶湖快車」（485系）升級至特急「琵琶湖特快」（681系和683系）。另外，特急「遙」加設來往米原站的班次。

### 7月7日
九州中，鹿兒島本線千早站啟用。

### 10月1日
隨著東海道新幹線的品川站啟用，實施大規模時間表修正（下述）。東海道新幹線區間的運輸體系中，由「光」作為主體改為「希望」為主體。

#### 在來線
東日本
磐越西線特急「會津」「假日會津」降級為快速「會津快車」（使用車輛不變），該線的定期特急列車消滅。
東海
實施大規模時間表修正。主要為運輸班次變更，延遲尾班車。
西日本。
北陸地域中，再次重組特急列車。來往米原站的「加越」整合至「白鷺」。急行「築摩」降級為臨時列車。山陰本線於京都一邊的特急班次變更，新設在綾部站結併與分離的列車。
岡山地區中，來往岡山站至鳥取站之間途經智頭急行線的特急「因幡」改用Kiha187系，並改名為「超級因幡」，提升了列車速度。在瀨戶大橋線中，快速「Marine Liner」使用新型車輛（西日本223系5000番台、四國5000系），所需時間有所縮短。
都市網絡中，部分路線由於為了方便連接東海道新幹線「希望」的首班與尾班車，因此增加了班次。
阪和線在凌晨0時時段中，增加區間快速班次從天王寺出發前往日根野。另外，在星期六及假日加設1往返區間快速班次直通至大阪環狀線（來往鳳站，在環狀線內各站停車）。
學研都市線中，從松井山手出發的首班列車提早1小時出發（5時時段 → 4時時段），從京橋出發前往松井山手的尾班列車延遲30分鐘出發（晚上11時時段 → 凌晨0時時段）。
JR京都線、寶塚線中，103系在8月14日後不再運行。
山陽、山陰地區中，增加藝備線廣島站至三次站之間列車班次。在廣島城市網絡中，每20分鐘一班。在這區間的快速「三次快車」開始運行，急行「三次」運行時段變更，增加停車站。在山口線中，山口站至益田站之間提早尾班車。須佐站不再設有夜間停泊。在廣島站至岩國站之間於星期三暫停服務的措施取消，不再設有1小時的時間空檔。
高山本線中，再沒有來往高山站至富山站之間的直通普通列車，需要在豬谷站轉乘。
四國
所有特急列車的車內販賣服務全部廢止。

#### 東海道・山陽新幹線
在10月1日，東海道、山陽新幹線實施大規模時間表修正。當時JR東海副社長松本正之稱此時間表修正為「第二之開業」。
主要變更
東海道新幹線品川站啟用，每小時「希望」最多5班、「光」1班、「回聲」最多3班。
「希望」增加班次。每小時設有3班，最多設有7班（同時「光」每小時由6班減至2班）
東海道、山陽新幹線直通的「希望」增加班次。每小時最多4班。在定期列車中，每小時來往東京站至岡山站、廣島站之間為2至3班，岡山站、廣島站至博多站之間為1至2班。同時，「希望」開始停姬路站、福山站、德山站、新山口站。而「光」班次變為「希望」班次，來往東京站的「光」最速只可到達岡山站。
在東海道新幹線行走的列車車種統一使用JR車輛，包括「光」、「回聲」在內，所有列車的最高時速定為270km/h。
部分車站中，增加「光」的停站班次。小田原站由6班 → 12班，三島站由6班 → 12班，濱松站由16班 → 26班，豐橋站由6班 → 16班。
「回聲」增加班次
早晩的運輸體系改黖變
小郡站改名為「新山口站」。
營業上
「希望」的指定席特急費用減價（東京至新大阪、新大阪至博多減670日圓，東京至博多減1240日圓）
「希望」1至3號車引入普通車自由席（自由席特急費用與「光」「回聲」相同）
使用特快預約的e特急票減價（東京 - 新大阪之間13,200日圓 車費+指定席費用）
新幹線經濟票等車票廢止，新設新幹線回數票等車票（正確來說是同年7月開始）
「JR東海 50+」成立
「希望列車用四張車票」和「光列車用四張車票」整合，開始發售「新幹線四張車票」。
為了與飛機競爭，增設「希望早特往返車票」。
服務處廢止。
隨著實施時間表修正而進行的企劃
JR東海，使用了當時偶像集團TOKIO的「AMBITIOUS JAPAN!」作為主題曲，以推行各種企劃。
東海所有700系C編成的車身的窗下貼上了「AMBITIOUS JAPAN!」的字樣。（直至2005年9月25日）
東海所有300系J編成部分車門位置的側面貼上了圓形標誌，寫上了（中譯：希望（號），實現吧。）。（直至2005年10月頃）
東海所有300系與700系的車內鐘聲會以音樂盒的音樂播放「AMBITIOUS JAPAN!」。
2007年7月登場起，東海所有N700系也使用「AMBITIOUS JAPAN!」。
在時間表修正（10月1日）起主題曲「AMBITIOUS JAPAN!」公開（在Oricon公信榜首次登場中第1位）
在電視上播放廣告，以 作為廣告台詞，以「AMBITIOUS JAPAN!」作為音樂。
當中也有使用（中譯：希望號一直在那裡。）的口號。
西日本中，則以鬼束千尋的「出發的好日子·西方」為中心，以推行各種企劃。
西日本所有新幹線車輛車內鐘聲會播放「出發的好日子·西方」
2007年7月起，西日本所有N700系也使用「出發的好日子·西方」
推行「DISCOVER WEST」企劃。
在時間表修正後的效果
JR東海（東海道新幹線） 2003年10月 - 2004年9月
人均運送距離增加3.6%（比前年），收入增加3.3%。
客量上，「希望」和「光」合共增加8%（比前年），「回聲」減少4%，合共也有5%增長。
1日平均使用人次
品川站為4.2萬人。東京站減少14%（比前年）人次。東京站和品川站總人次，比前年東京站使用人次增長6%。新橫濱站增長1%。
光的停車班次增加，使車站的使用人次增加（比前年，1日平均人次）
小田原增加3%，三島增加1%，濱松增加8%，豐橋沒有變化。
京濱地區 - 山陽區間「希望」停車站之間的使用人次比前年增加10%。
JR西日本（山陽新幹線）2004年3月期下期
新大阪站 - 西明石站之間的載客人次增加3.6%（比前期，註：2004年是閏年）。
客量方面，岡山站 - 首都圈增加約10%，廣島站 - 首都圈增加約15%，新山口站 - 首都圈增加約30%。
2004年3月期下期，人均平均乘車距離增加4.9%（比前期）。
雖然乘客人均票價花費減少0.6%，但是運輸收入增長3.0%。

### 12月1日
西日本實施時間表修正。
在修正時西日本擁有80輛223系（2000番台），56輛207系（2000番台），在改正入增備。
JR神戶線中，新快速所有列車停蘆屋站。在早上繁忙時間中，大阪方向方向的快速統一使用223系，使提高速度。由於神戶站 → 大阪站之間的列車首先出發和首先到達，因此該時段的普通班次微輕減班。姬路方向中，早上的外側快速（列車線）在兵庫站改在電車線上行走（停須磨站、垂水站、舞子站）。在黃昏1班外側快速班次改為新快速班次。所有快速列車均停西之宮站。延遲姬路出發前往大阪方向的尾班車。在早上時段中，從西明石出發前往加古川的普通列車會直通至大阪方向。內側線（電車線）的高速化工程完成，快速列車可以時速120km/h行走。
JR京都線中，早上時段部分列車的快速運輸區間改為西明石站 → 京都站之間，普通的運輸區間也延長（從前往高槻改為前往京都）。在晚上10時時段，快速的快速運輸區間改為大阪站至高槻站之間，在新快速通過的車站中班次中，約10分一班。
琵琶湖線在日間時段的班次中，米原出發與野洲出發的次序改變。野洲站、近江八幡站可讓新快速、普通列車互相轉乘。
JR寶塚線中，早上時段增加快速班次，該時段中，直通至京都線的普通班列均行走內側線。使不再通過塚本站。在日間普通列車統一使用207系。在黃昏時段中，快速三田站 → 篠山口站之間變為各站停車，在該時段中來自京都線的普通直通班次改為前往新三田。來自JR東西線的快速班次改為前往篠山口。增加從大阪出發前往新三田的班次。中山寺站成為快速停車站。在晚上10時時段，從大阪出發前往寶塚的列車增加班次。
學研都市線中，晚上快速、普通的轉乘車站改在住道站。另外，前往大久保的區間快速復活。
播但線中，只限星期六與假日，設有1往返班次改用221系。
木次線中，增加臨時列車班次，該列車在每個月第2個星期四暫停服務。同時，出雲橫田站至備後落合站之間減班（從出雲橫田出發的晚上6時時段，與備後落合出發的早上6時時段廢止）。可部線中，可部站至加計站至三段峽站之間廢止。
鄰接鷹取站的神戶貨物總站啟用。前往神戶港站的貨物支線（神戶臨港線）廢止。

## 2004年（平成16年）

### 3月13日
主要在九州實施時間表修正。
新幹線
九州新幹線新八代站至鹿兒島中央站（在開業同時，西鹿兒島站改名為鹿兒島中央站）之間（部分）開業。該線上的列車愛稱使用了在來線特急列車「燕」，新設在新八代站的接駁特急列車「接力燕」。同時在並行在來線中，鹿兒島本線八代站至川內站之間由第三部門鐵路肥薩橙鐵道接管。接管區間上的特急班次取消。
上越新幹線本庄早稻田站啟用，越後湯澤站前的車站可容納16卡車廂。東北新幹線仙台站至盛岡站之間，除2往返班次來往盛岡的Max山彥號定期列車外，均統一使用E2系和E3系，使到達時間縮短。東北、上越新幹線的200系車輛之F、H編成所有編成，與K編成翻新車原則上不再執行定期列車班次。
北海道
快速「機場」升級。
石勝線的楓站降級為號誌站。因此，在JR在來線中，車站之間最長距離的區間記錄由新夕張站至占冠站之間（34.3公里）取代（之前是石北本線，上川站至上白瀧站之間的34.0公里）。
東日本
中央線的「梓」往返班次變為「超級梓」，使「超級梓」加班。同時，來往龍王站的「甲斐路」列車增加班次。「梓」、「超級梓」的特急編號共用，並按出發次序編排。
東海道線中，新宿站至小田原站之間的1往返快車（Liner）班次由185系7卡改用251系10卡編成。使251系首次執行快車（Liner）班次。
常磐線三河島站和南千住站中，除了通勤快速外，所有「普通」停站。川尻站改名為十王站。
仙石線小鶴新田站啟用。同時，仙台車輛中心宮城野派出所出入廠前的班次由來往苦竹站改為來往小鶴新田站。
磐越西線中，平日時間表與星期六及假日時間表整合。
西日本
山口線增設快速「山口快車」。大和路線增設直通至奈良線的列車。和歌山線的五位堂號誌站升級為旅客車站，名為JR五位堂站，下田站改名為香芝站。山陽本線於廣島市內的天神川站啟用。
九州
鹿兒島本線熊本工大前站改名為崇城大學前站た。
久大本線中，使用Kiha183系1000番台運行的「由布DX」再次投入服務。與Kiha185系「由布」共同使用。在單數日與雙數日使用不同車輛。
豐肥本線中，特急「阿蘇」與急行「球磨川」部分區間整合為「九州横斷特急」。急行「球磨川」升級至特急。在九州運行的急行列車全部廢止。同時，新設觀光用途的特急「隼人之風」。
指宿枕崎線中，快速「油菜」部分班次連結指定席車廂，並與「油菜DX」分離。
各路線で普通列車の利便性向上が行われた。
以往列車司機會在公司之間的邊界站進行交班。在這次修正中，JR集團之間簽訂協議，列車長也會在同樣情況下進行交班（夜行列車和部分日間特急列車除外）。
夜行列車
由於部分九州新幹線開業，臥鋪特急「那霸」的運行區間由新大阪站至西鹿兒島站之間縮短為新大阪站至熊本站之間。
貨物
新型貨運電動列車M250系「Super Rail Cargo」開始投入服務，行走於東京貨物總站至安治川口站之間（當初為臨時列車）。

### 9月1日
西日本三江線由於發生落石事故，在時間表修正中把列車速度下降。

### 10月1日
九州實際時間表修正。
九州新幹線中，在鹿兒島中央站北邊的薩摩田上隧道由於噪音治理工程，使該段需慢駛（195km/h → 120km/h），川內站至鹿兒島中央站之間的所需時間增加1分鐘。原則上，下行（鹿兒島中央方向）在鹿兒島中央站的到達時間延遲1分鐘，上行（新八代方向）在鹿兒島中央站的出發時間提早1分鐘。而在鹿兒島中央站轉乘的部分在來線列車時間也相應調整。

### 10月16日
東日本、東海、西日本實施時間表修正。
東日本
池袋站、新宿站內的改善工程完成，湘南新宿線增加班次（每日38往返班次 → 64往返班次），該線直通至宇都宮線、高崎線的普通列車連結綠色車廂。引入綠色車廂Suica系統。新設特別快速班次，湘南新宿線所有列車統一使用E231系電動列車。
115系不再在宇都宮線上行駛。
上越線中，高崎站至井野站之間的高崎問屋町站啟用。
埼京線中，主要在夜間增加直通至臨海線的班次。包括在臨海線內折返班次，列車增至10卡編成。
大量引入E231系電動列車在東海道線中。直通至沼津、靜岡方向的班次大幅減少。JR東日本所屬的綠色車廂編成班次最遠只會駛入JR東海內的沼津站。
京葉線新木場站成為通勤快速停車站。
千葉地區中，E257系500番台投入服務。特急「水鄉」整合至「菖蒲」。另外，房總特急的列車名稱不再冠上「早安」、「回家城鎮」。
仙台地區中，仙山線、仙石線、磐越西線的快速「仙山」、「假日仙山」、「海風」、「磐梯」各列車愛稱廢止。磐越西線的快速「會津快車」廢止。仙山線、仙石線中，平日時間表與星期六及假日時間表整合。陸羽東線的快速「湯煙」廢止。
東海
飯田線中，在辰野站於早上4時時段的首班車廢止，首班車改為伊那松島站於5時時段出發。晚上從岡谷出發前往駒根，於晚上10時的出發時間延遲20分鐘，使可讓從新宿出發的「超級梓」班次轉乘該列車。
高山本線中，在晚上10時時段從高山出發前往豬谷的班次縮短至前往坂上。
西日本
來往大阪站至米子站之間（經福知山線）的急行「大山」廢止。使從大阪出前前往福知山的尾班車，以及從米子出發前往鳥取的尾班車延遲。特急「北近畿」的尾班車延遲至晚上10時時段。
都市網絡
在這此修正中，增備164輛223系（2000番台）。
JR京都線中，在早上繁忙時間增加新快速班次，前往西明石的列車復活。同時，於早上8時時段出發，從大阪前往西明石的外側快速列車，以及黃昏時段直通至草津線、湖西線的外側快速列車廢止。前往西明石的快速列車中，尾班車延遲至凌晨0時時段。另外，由於新快速加班，使外側線的路線容量達到頂峰，因此在早上繁忙時間，JR京都線大阪方向的快速班次中，京都站 → 高槻站之間區間使用內側線（電車線）（長岡京站外側線月台停止使用）。在早上繁忙時間的時間表班次相距均等，在這時段中，快速統一使用223系，使速度提高。新設來往野洲站的普通列車，削減於大久保站折返的列車班次。大阪站的首班車延長至前往米原站。
湖西線中，早上和黃昏直通至JR京都線的快速列車改為新快速列車。定期班次的通勤型車輛最遠駛入近江今津站（在另一方，平日最遠駛入西明石或塚口，星期六及假日最遠駛入新三田站）。在日間於堅田站折返的班次改用223系4卡編成。
隨著增備223系，本線系統的快速不再使用113系運行。在早上和晚上來往大垣站的列車改用221、223系。草津線開始使用223系執行班次。在6月12日後，宮原所屬的113系不再服務。播但線中，平日早上1往返班次改用221系。
JR神戶線的外側快速列車編號統一使用57xx。
阪和線中，隨著大阪市內上行線高架化，通過列車等待的安排有所改變。在黃昏繁忙時間中，於東岸和田站折返的班次廢止。
大和路線和阪和線中，平日繁忙時段中，6卡編成的列車加設女性專用車廂。
各地方於早上和黃昏時段增加特急班次。
廣島城市網絡中，增加吳線和可部線的快速列車班次。
從濱田出發前往益田的尾班車升級為定期列車。

### 11月9日
貨物列車方面，大阪環狀線貨物支線境川號誌站至浪速站之間（通稱：大阪臨港線）當日暫停服務。來往浪速站的（不定期）貨物列車當日起暫停行駛。該區間於2006年4月1日起正式廢止。

### 12月11日
東日本中，隨著小田急電鐵時間表修正，與其互相直通的常磐線各站停車 - 地下鐵千代田線也實施時間表修正。小田急的直通運行班次擴展至早上和深夜。

### 12月19日
西日本加古川線電氣化。班次所需時間縮短、提早首班車和延遲尾班車 。電氣化後，新製了4輛125系列車投入服務，另外16輛103系改造車（3550番台）投入服務。

## 2005年（平成17年）

### 3月1日
主要在東海、西日本、九州實施時間表修正。
東海道・山陽新幹線
為了愛・地球博（愛知萬博），加強了「希望」班次。來往東京站至岡山站之間的班次每小時增加3班，使東海道區間每小時最多8班「希望」班次。山陽新幹線的時間表有所調整。
JR東日本（在來線）
常磐線中，隨著增備E653系（1抽4卡編成）。特急「新鮮常陸」上下各3班列車由7卡編成增至11卡編成。
山手線在4月17日起統一使用E231系500番台，205系引退。
越後線的內野西丘站啟用。
JR東海（在來線）
特急「信濃」部分班次停金山站。萬博連接列車，中央本線與愛知環狀鐵道線直通的「萬博穿梭號列車」開始運行。
JR西日本（在來線）
北越急行中，683系8000番台投入服務，使定期特急「白鷹」統一使用681系、683系。
來往益田站至小倉站之間的「磯風」廢止。使山陰本線益田站至下關站之間的特急列車消滅。關門隧道中，除了夜行列車外，沒有特急列車通過該隧道。
都市網絡中，新快速日間設有每小時1班列車延長至來往播州赤穗站。在這時段中，上郡、岡山方向的列車改在相生站為終站。加古川站4號月台開始使用，除了拆返班次或早晚班次外，兩方向的其他列車方向均可緩急接續。同時，在早上繁忙時間中，新快速等待通過的列車改變。另外，JR神戶線姬路別所站啟用，只有普通（包括在西明石站起為快速列車的班次）列車停站。
山陰本線城崎站改名為城崎溫泉站。
姬新線和因美線於早晚普通列車班次改為快速。
藝備線東城站至備後落合站之間削減至每日只有3往返班次。
夜行列車
東京站至下關站之間臥鋪特急「朝風」，以及東京站至長崎站之間的臥鋪特急「櫻花」廢止。而「富士」在門司站前與「隼」結併。

### 6月19日
西日本中，由於4月25日發生福知山線出軌事故使寶塚站至尼崎站之間重開，以福知山線（JR寶塚線）為中心進行時間表修正。當中為了使時間表上安排較充裕，實施了小規模的修正。由於ATS裝置的關係，直通至北近畿丹後鐵道的「丹後探索者」改用KTR8000形（丹後發現）。另外，117系不再在福知山線上行走。

### 7月9日
東日本中，由於常磐線的新競爭路線筑波快線於8月24日開業。因此在此修正中只牽涉常磐快速線。新型車輛E531系投入服務，在上野站至土浦站之間的特別快速班次最快只需55分鐘。而特急「新鮮常陸」增加班次，以及變更與統一停車站。

### 7月17日
西日本岡山地區中，由於進行岡山站改善工程而實施時間表修正。

### 9月11日
西日本中，隨著奈良站周邊進行高架化工程中（使用臨時路軌），關西本線（大和路線）、奈良線、櫻井線實施時間表修正。當初計劃在同年5月22日實施，但由於發生福知山線出軌事故影響而延期。

### 10月1日
全國實施時間表修正。
JR東海（在來線）
在愛知萬博舉行期間（嚴格上是3月1日至9月30日），開設了「萬博穿梭」。在世博結束後，開設了名古屋站至高藏寺站至岡崎站之間直通定期列車班次。
由於颱風使不能進行的高山本線飛驒古川站至角川站之間重開，當時只有普通班次。
JR西日本（在來線）
由於福知山線出軌事故的契機，使部分都市網絡路線的所需時間與停站時間調較至較充裕。並在此時間表修正中實施（奈良線已經在9月11日實行） 。
山陽本線中，岡山站至庭瀨站之間的北長瀨站啟用。
藝備線中，新見站至備後落合站至三次站之間的夜間時段列車時間表大幅變更。在備後落合站前往廣島站的尾班車為晚上7時時段，廣島站 → 新見站之間的夜間班次復活。
吳線使用Kiha47形改造的「瀨戶內海景」登場。
JR九州
特急列車、快速列車增加班次，「接力燕」、「有明」開始連接比一般綠色車廂更高級的「DX綠色車廂」。
通過關門隧道的所有普通列車需在下關站轉乘，JR九州車輛除了定期臥鋪列車外，不會駛往下關站以東的在來線區域。關門隧道再沒有定期柴油列車班次。
在9月23日，筑肥線九大學研都市站啟用。
夜行列車
臥鋪特急「彗星」廢止。「曉」與「那霸」在京都站至鳥栖站之間結併運行。

### 11月27日
西日本中，隨著南海電氣鐵道實施大規模時間表修正（增加關西機場連接列車），臨空鎮站至關西機場站之間，與南海共用的關西機場線與受牽連的阪和線實施時間表修正。

### 12月10日
東日本與新幹線實施大幅度的時間表修正。
東日本（新幹線）
增加東北新幹線、山形新幹線、秋田新幹線「疾風」（來往盛岡站的2往返班次）、「小町」和「翼」的定期班次。來往盛岡站、八戶站、秋田站的定期列車中，統一使用時速275公里的E2系和E3系。仙台站於日間可方便轉乘「疾風」和「山彥」。東京站中，東日本新幹線按方面編排的月台廢止，並使用20至23號月台。
東日本（在來線）
房總地區特急「潮騷」「菖蒲」使用車輛由，由183系改用E257系500番台。「潮騷」開始使用255系。
使用255系的特急「景觀若潮」改名為「若潮」，「景觀細波」改名為「細波」。
高崎線中，從東海道線中使用的211系開始連結綠色車廂。
武蔵野線統一使用205系，不再使用103系。
常磐線中，增設於星期五從仙台出發前往原之町的回家快車。
西日本
隨著上越新幹線實行時間表修正，特急「白鷹」與「北越」的時間表也有所變更。與其轉乘的特急「雷鳥」（Thunderbird）等也有相應變更。

## 2006年（平成18年）

### 3月18日
除了東日本新幹線外實施時間表修正：
東海道・山陽新幹線
東海道・山陽新幹線中，為了對抗神戶機場和北九州機場啟用。來往博多站的「希望」於日間增至每小時2班。增設在早上6時時段從姬路前往東京，在晚上7時時段從東京出發姬路的「希望」班次。所有列車停新神戶站。使提高來往神戶、姬路方向至東京的方便程度。
削減山陽新幹線「回聲」的班次。使只有「回聲」的停車站中會發生班次相距1小時或以上。小倉站至博多站之間開始使用700系。運行「回聲」。「光號鐵路之星」在15年後再次停三原站。
在前年4月發生的福知山線出軌事故，使列車所需時間進行調整。500系「希望」在新大阪站至博多站之間的所需時間延長3至4分鐘。
東海道・山陽新幹線的「RAIL GO服務」廢止。
北海道
使用JR東日本所屬的485系運行「白鳥」中，由於長年累月的服務，使車輛老化與經常故障，最後在此修正中削減「白鳥」的班次，並改用789系特急「超級白鳥」。函館站至八戶站之間的「超級白鳥」設有5.5往返班次（當中額外的0.5班次是從函館出發前往青森）。而「超越白鳥」的基本編成由5輛增至6輛。特急「超級白鳥」增加班次停木古内站。
特急「北斗」、「超級北斗」中，增加班次停森站、八雲站。
增加L特急「丁香」、「超級白箭」班次。
札幌近郊區間中，增加快速「機場」班次，使改善連接新千歲機場。另外，快速「機場」於小樽站統一使用4、5號月台。在晚間時段中，下行「機場」增加班次停白石站。
宗谷本線從旭川出發的首班列車從前往幌延延長至稚內，使普通列車可在正午前到達稚內站。而特急「超級宗谷」的時間表變更，使延長滞留時間。
石勝線中，早上5時時段從追分出發的普通列車改為早上6時時段從新夕張出發前往夕張。
札沼線（學園都市線）中，部分來往愛之里教育大站的列車延長至愛之里公園站或石狩當別站。
北海道內的特急列車與急行「玫瑰」全面禁煙。
函館本線張碓站（臨時乘降場）、札沼線中德富站、宗谷本線智東站（臨時乘降場）、宗谷本線南下沼站、石北本線新榮野站、留萌本線東幌糠站、室蘭本線旭濱站廢止。
隨著北海道新幹線青函隧道工程開始準備，吉岡海底站再沒有定期列車停站，只有在舉行活動時設有臨時列車停站。同時，吉岡海底站的參觀活動取消。
東日本
直通至東武鐵道中，新設使用485系、東武100系運行特急「日光」、「鬼怒川」、「SPACIA鬼怒川」，來往新宿站至東武日光站與鬼怒川溫泉站之間。
在前年7月單獨進行修正的常磐線中。隨著筑波快線在啟用的情況，增加上行1班特別快速班次。松戶站、柏站中，特別快速與各站停車的轉乘時間縮短。增加特急「新鮮常陸」班次，並且調整時間使在平日日間時段中，於新松戶站轉乘武藏野線的轉乘時間改善。輕微削減上野站至取手站之間的快速班次，並改為成田線直通列車。平日早上上行2班通勤快速改為普通列車（取手站 → 上野站之間為快速）。同時，常磐快速線、成田線我孫子站至成田站之間不再使用103系。另外，所有特急列車停勝田站。在晚上11時時段增加2班從上野出發前往水戶的班次。
東海道本線、伊東線、橫須賀線、總武快速線、總武本線、成田線、內房線、外房線、宇都宮線（東北本線）宇都宮站至黑磯站之間引入綠色車廂Suica系統。
長年使用113系的「湘南電車」中，不再在首都圈東海道線、伊東線上運行。同時，東海道線引入E217系，只於東京站至熱海站之間運行。
橫濱線中，快速列車停菊名站。
東海
來往名古屋站至奈良站之間的急行「春日」廢止。使東海所有定期急行列車消滅。同時，隨著「春日」廢止，奈良縣內再沒有使用定期柴油列車班次，並在JR鐵道路線中（46都道府縣）唯一再沒有在來線定期優等列車運行的地方。
西日本
在發生福知山線出軌事故之來首個大規模時間表修正，包括山陽新幹線之內，西日本大部分路線的時間表均調整得較充裕。新幹線整體所需時間延長，在1964年啟用以來首次延長所需時間。
都市網絡
所有班次數目作出調整，在早晩與日間削減班次。
日間來往西明石站的普通半數縮短至須磨站，在這時段中運輸系統變為京都站至須磨站之間、JR東西線直通、高槻站至新三田站之間。駛入西明石站的列車均直通至JR東西線。須磨站至西明石站之間（普通列車）只使用207系運行。另外，於大久保站折返的普通列車，黃昏從大阪前往野洲於外側線行走的快速，以及從JR神戶線直通至草津線的快速廢止。在早上1班快速的運輸區間改變為於加古川站折返。日間從加古川出發前往大阪方向的快速中，不再在東加古川站等待列車通過。
湖西線使用通勤型車輛的班次，在上午來往堅田站的普通電車，與晚上近江今津站的普通電車廢止。
JR寶塚線中，從JR東西線直通前往新三田的尾班快速廢止。
學研都市線中，前往長尾的列車廢止，提早尾班車時間。
大阪環狀線延遲首班車時間。
大和路線中，日間半數普通列車改在柏原站出發或到達。而上行列車於柏原站等待快速列車的情況大幅增加。
關西本線使用折返式鐵路的中在家號誌站中，不再有定期列車互相列車交會。
阪和線中，從2003年10月4日起，於星期六及假日早上直通至大阪環狀線的區間快速廢止。
播但線使用221系的班次借用103系。
增備於前年12月1日起開始運行的321系。並開始駛入篠山口站。同時，205系於2月7日不再使用於JR寶塚線，其列車轉移至阪和線，隸屬日根野車廠。
廣島地區藉趙，為了藝備線、吳線可方便轉乘「希望」，使兩線的首班列車提高出發，在其他地區中也提早首班車與延遲尾班車時間。
前往西出雲站的不載客列車中，部分變為載客列車。而尾班車更跨日到達西出雲站。
在米子分社內行走的列車中。在暫時服務日的列車編號改用5xxx（但是，境線沒有這樣改動）。
特急「八雲」、「超級八雲」整合，所有班次均名為「八雲」。並提早首班車，延遲尾班車時間。。
3月1日，富山港線廢止，由富山輕軌接管，於同年4月29日以新公司開始營業。
九州
豐肥本線光之森站啟用。同時，部分來往水前寺站或武藏塚站的特急「有明」改為來往該站。
夜行列車
來往札幌站至稚內站之間的夜行特急「利尻」，以及來往札幌站至網走站之間的特急「鄂霍次克」的夜行班次（9、10號）均變為季節臨時列車（「利尻」在夏季運行時改名為「花旅利尻」，夜行「鄂霍次克」81、82號只於冬季運行）。使北海道內的定期夜行列車只剩下札幌站至釧路站之間的特急「毬藻」。
來往東京站至出雲市站之間的臥鋪特急「出雲」廢止。使「日出出雲」、「日出瀨戶」加停上郡站。
來往大阪站的臥鋪特急「日本海1、4號」於青森站至函館站之間的區間廢止，與3、2號均改為來往青森站。
在實施此時間表修正時，與JR直通運行與連接的東武鐵道（伊勢崎線系統），以及東京急行電鐵（田園都市線、東橫線）、小田急電鐵、樽見鐵道等，除了第三部門鐵道外同時實施時間表修正。
北海道池北高原鐵道故鄉銀河線將於4月21日廢止，在此時間表修正中，直通至帶廣的列車時間有所調整。

### 5月21日
西日本中，阪和線下行線於大阪市內路段高架化，待避車站變更（長居站→鶴丘站），隨即實施時間表修正。

### 6月1日
四国實施時間表修正，增設晚間牟岐線來往德島站至阿南站之間的特急「回家特快阿南」。同年5月在1500形気動車於德島地區投入服務。

### 7月8日
東日本以宇都宮線、高崎線為中心實施時間表修正。
來往上野站的所有宇都宮線・高崎線普通列車連結綠色車廂。列車增至15卡編成。宇都宮線自治醫大站、石橋站、雀宮站的月台延長。宇都宮站開始15卡編成運輸。
新幹線中，上越新幹線熊谷站與長野新幹線高崎站的停站班次增加。

### 10月1日
東海的在來線實施時間表修正：
主要為名古屋地區的東海道本線實施修正。313系5000番台投入服務，增加快速（包括新快速、特別快速和區間快速）班次與列車編成長度。普通列車部分運輸區間縮短，增加中途站等待列車通過的時間。東海道本線駛入飯田線的快速列車班次廢止。大幅削減來往濱松站的快速班次。另外，由於增加快速班次，使回家快車班次作出修改。在車輛方面，把剩餘未應用在路線上的313系5000番台取代大垣車輛區的211系5000番台，該列車不再在豐橋站至米原站之間定期執行班次。這些211系歸屬靜岡車両區，以取代部分靜岡車輛區的115系。

### 10月21日
西日本（都市網絡和北陸地區）實施時間表修正。
湖西線永原站至近江鹽津站之間和北陸本線長濱站至敦賀站（正確來說是北陸隧道敦賀一方）之間直流電氣化。使新快速可駛入至近江鹽津站、敦賀站。在早上從木之本出發的列車延長至從敦賀出發。長濱站至近江鹽津站之間的班次每小時增至2班。湖西線早上和晚上的快速班次延長至來往敦賀站。在這區間中，西日本首次引入交直流兩用近郊形車輛521系，行走於米原站 - 敦賀站 - 福井站之間的普通列車班次。另外，增備6輛125系（與2003年小濱線電氣化時的125系共用），部分舊型車輛被取代。同時，北陸本線大部分普通列車均需在敦賀站轉乘。
JR寶塚線的321系不再駛入篠山口站。
在11月3日，非一人控制的103系行走播但線，以臨時取代113系。
增加高山本線富山站至豬谷站之間日間班次，以作為前導實驗的一環。而富山出發的尾班次延遲20分鐘。

### 12月10日
西日本岡山地區實施時間表修正。隨著岡山站的改善工程有進程，各路線的月台進行變更。增加快速「海洋快車」停妹尾站的班次。木次線2班上行列車的時間表進行變更。津山線暫時使用臨時時間表。

### 12月15日
隨著西日本三江線濱原站至三次站重開，實施臨時時間表修正。主要為修改濱原站列車轉乘代行巴士的時間。

## 2007年（平成19年）

### 3月18日
除了北海道、四國外，主要在各公司的在來線實施時間表修正。
JR東日本
當時仙台空港鐵道（仙台空港線）啟用，並開始直通運行。同時翻新使用車輛，當中，E721系投入服務，取代仙台地區的455系・457系、717系。
常磐線來往上野站的普通電車統一為E531系，並開始連結綠色車廂。同時，415系1500番台、E501系只在友部站、水戶站 - 磐城站、原之町站之間，以及水戶線直通列車運行。在此更換列車同時，原則上常磐線普通列車在水戶站（或勝田站）分割運輸系統。從仙台出發前往原之町的回家快車廢止。
新型車輛投入服務。KiHaE130系於水郡線投入服務。從常陸大子出發的首班車由逢平日、星期六運行改為毎日運行。在前年12月E233系於中央快速線投入服務，在這修正中，E233開始駛入富士急行線、青梅線、五日市線、八高線（直至高麗川站前）。
山手線中，在前年7月把ATC系統數碼化。在這修正中，於繁忙時間增加列車班次，在日間統一班次間距。
東海道線的快速「Acty」停戶塚站。而部分湘南新宿線的特別快速班次在指定日子臨時延長至熱海站。
吾妻線特急「草津」取消早上和晚上1往返班次。
磐越西線中，快速「會津快車」再次使用485系「Akabe」編成，來往郡山駅至會津若松站之間，設有2往返班次（星期六及假日為3往返班次）。
仙石線中，隨著多賀城站周邊高架化工程，於多賀城站折返的列車改為在東鹽釜站折返。並再次使用103系（RT235編成。但是在2009年10月，這批103系被來自首都圈的205系取代）。
花輪線中，Kiha58系、Kiha52形非空調車輛被來自水郡線的KiHa110系取代。
JR東海
特急「東海」廢止。夜行快速列車「月光長良號列車」的運行時間與改變，並改為全車指定席。
靜岡地區的普通列車運輸系統更變。運行班次有所加減。在車輛方面，增備了313系，於靜岡地區與飯田線投入服務。包括在改正前的中央本線使用車輛，東海所有113系、115系、123系退出定期班次。
靜岡地區的普通列車開始多使用長位椅車輛。取消在平日東海道線に的1往返「通勤快速」班次。
JR西日本
除了加古川線以外均實施時間表修正。在修正中，大幅度調整列車班次時間、增加和減少班次。津山線重開，使用新的時間表運行。
廣島、山口地區中，山陽本線的快速「通勤快車」於岩國站至柳井站之間的快速運行設定取消。快速「通勤快車」（山陽本線系統）加停海田市站，藝備線提早首班車。
和歌山線的北宇智站的折返式鐵路廢止。在京阪神地區的折返式鐵路消滅。
在這次修正中增備321系後，達到一定的車輛數量。JR京都、神戶線不再使用201系執行班次（在前年11月29日已經不再執行班次），這些201系改在大阪環狀線、大和路線上行走。
草津線於晚上9時時段增加班次。
湖西線中，於中午前再次開設使用通勤型車輛來往堅田站的普通列車班次。在早上再次使用221系駛入播但線。
JR四国
土讚線的特急「南風」的運行區間修改，削減2往返來往宿毛站的班次。
JR九州
新幹線、特急列車的時間表上有所變更，改善特急「音速」轉乘新幹線的時間，增加「接力燕・燕」，以及來往佐賀站的「鷗」班次。在福岡都市圈中，更多813系、817系投入服務。鹿兒島地區增加415系列車，以取代475系急行形車輛。
在此修正中，各公司設有新車站啟用，包括東日本的太子堂站、東北福祉大前站、平田站、東海的野田新町站、西日本的櫻花夙川站。西日本的「西ノ宮站」改名為「西宮站」（讀法相同）。
在此修正中，受到世界性的影響與健康增進法第25條（避免二手煙）。增加全國於新幹線、特急列車的禁煙席，以及增加全車禁煙的班次。在東日本，於該公司路線內的列車與特急「白鳥・超級白鳥」全面禁煙（臥鋪列車除外）。九州除了部分列車外均全面禁煙。

### 6月16日
西日本三江線江津站至濱原站之間重開。1往返班次直通至山陰本線濱田站，並改善江津站的轉乘時間。在星期六及日暫停服務，於早晚來往江津站至石見川本站之間的列車取消。

### 6月30日
由於暴雨，使部分路段不能通行的越美北線（九頭龍線）全線重開。

### 7月1日
東海道・山陽新幹線與西日本部分地區實施時間表修正。
東海道・山陽新幹線
新型車輛N700系投入服務，以增加「希望」列車班次，以及縮短所需時間。增加從品川站出發的列車（希望99號前往博多）。
JR西日本（岡山、廣島地區）
津山線的慢駛區間取消。回復至出軌事故前的時間表。在藝備線中，急行「三次」廢止，增加快速「三次快車」班次，並調整相距班次時間。同時再次設定夜間停泊措施，使來往志和口站的列車復活。增加可部線於早上時段的班次。
岡山地區於日間的出發時間進行修正，各路線的時間表編排有所變更。多人乘坐的快速「海洋快車」增加編成長度（5卡 → 6卡編成）。

### 8月27日
JR西日本JR神戶線的甲子園口站無障礙工程開始。使於甲子園口站折返的列車取消，取而代之為設定來往尼崎站和蘆屋出發（從明石品質管理中心以不載客班次前往蘆屋）的列車。（在2009年3月14日工程完成後再次設定）。

### 9月8日
東海實施時間表修正。
高山本線全線重開，來往富山站的特急「飛驒」重開，並改善轉乘普通列車時間。
於早上與黃昏的部分東海道本線名古屋地區快速列車增加編成。

### 10月1日
北海道實施時間表修正。
旭川・稚內方向中，特急「丁香」不再使用781系，該列車不再在北海道運行。取而代之為引入新車789系1000番台7編成35輛。來往旭川站電動列車特急的愛稱由「丁香」、「超級白箭」統一為「超級神威」。同時，來往札幌站至旭川站之間的所需時間統一為1小時20分（除了部分班次）。另外，以下列車提早時間出發，包括從旭川出發在早上5時時段的「超級神威2號」，以及從稚內出發在下午4時時段的特急「超級宗谷4號」，以便改善札幌站轉乘列車時間。
帶廣、釧路方向中，來往帶廣站的1班特急「超級十勝」和1班「十勝」延長至至釧路站，使「超級大空」增至7往返班次。使用KiHa283系運行的特急列車基本上以7卡編成。同時，13輛新車KiHa261系1000番台投入服務，使1班「十勝」改為「超級十勝」，「超級十勝」上下行共有6班。夜行特急「毬藻」降級為季節性列車。另外，大幅度整調根室本線夜間普通列車班次。
苫小牧、函館方向中，來往室蘭站的特急「鈴蘭」使用車輛由781系改為785系，並開始加停沼之端站。特急「北斗」、「超級北斗」增加停車站。伊達紋別站、長萬部站、八雲站、森站增加停站列車。同時，增加來往糸井站的普通列車。以及改善轉乘特急列車時間。
在札幌都市圈中，區間快速「石狩快車」增加停車站，所有列車停白石站。快速運輸區間進行修改，設有札幌站至手稻站，及江別站前兩種快速運輸區間。另外，增加在黃昏繁忙時間、夜間列車的列車編成數，以減輕列車擠擁情況。

## 2008年（平成20年）

### 3月15日
各社實施時間表修正：
新幹線
東海道・山陽新幹線中，來往岡山站的「希望」延長至來往廣島站。來往東京站至廣島站之間每小時設有3班。為了提早新神戶首班車時間，增設從西明石出發的「希望」班次。「光」的停車站規律變更。N700系開始執行「光」班次。增設東海道新幹線史上首班從新橫濱站出發的「光393號」班次。同時，「希望」、「光」所有列車統一停品川站、新横濱站。部分山陽新幹線「光」再次加停東廣島站、新尾道站、新倉敷站。「回聲」自前年7月修正後已經削減班次。姬路的第二班「光」取消。
東日本方面，新設從仙台站出發的「疾風」。增加「小町」、「淺間」班次。
北海道
隨著青函隧道內開始建設北海道新幹線，削減經津輕海峽線的夜行臥鋪列車班次，取消特急「鄂霍次克」臨時夜行班次。
在時間表修正後，剩下臨時夜行特急只剩下「毬藻」，該列車於8月31日廢止，自從北海道內出發與到達的夜行列車消滅。
札幌都市圈，增加快速「機場」和普通列車班次。
東日本（在來線）
隨著品川站增設橫須賀站月台，增加特急「成田特快」班次，部分總武快速線列車延長至來往品川站。
中央東線中，「中央快車·青梅快車」的使用車輛由183系改為E351系和E257系，部分特急「超級梓」列車加停立川站。
京濱東北線・根岸線中，E233系1000番台正式引入服務，以取代209系。
橫濱線中，取消經根岸線直通至橫須賀線逗子站的班次。
東海道線中，在修正前E233系3000番台已經投入服務，與E217系共同在該線上行走。另外，「湘南快車・早安快車新宿・回家快車小田原」的使用車輛改為185系、215系、251系。
總武快速線中，取消「回家快車津田沼」。
宇都宮線中，取消從宇都宮出發的上行「早安栃木」列車，以及從新宿出發的「回家快車古河」。另外，直通至東武鐵道的特急「日光1號」的延遲約20分鐘出發。
武蔵野線的越谷湖城站啟用。
長野地區中，信越本線直通至信濃鐵道線的尾班列車延遲最多20分鐘出發。
仙台地區中，隨著增備E721系，455系、457系退出營運。
盛岡地區中，取消從花輪線直通至奧羽本線秋田站的班次。
東海（在來線）
隨著新幹線，各在來線特急的時間表作出修正，包括提早或延遲出發時間。
名古屋地區中，下午增加中央本線普通列車班次，晚間時段增加普通、快速班次及延長運行區間。改善與新幹線的轉乘時間。東海道本線中也增加普通、快速班次及延長運行區間。隨著增加快速班次，削減「回家快車」班次。
靜岡地區中，於黃昏時段御殿場線部分來往沼津站的列車改為來往東海道本線三島站。
西日本（在來線）
途經智頭急行線的特急「超級白兔」為了在姬路方便轉乘「希望」，從而進行時間表修正。
廣島地區中，快速列車增加停車站。
藝備線中，為了轉乘「奧出雲大蛇號」，從廣島方向前往備後落合站的列車時間表作出變更。另外也延遲尾班車出發時間。木次線則提早尾班車出發時間。出雲市出發前往大田市的尾班車由晚上9時時段延至晚上10時時段。
都市網絡
放出站至久寶寺站之間的大阪東線啟用。增設直通快速班次，該班次直通至學研都市線和大和路線，使用223系6000番台運行。
JR神戶線中，日間半數來往須磨的普通班次延長至來往西明石。早上前往大久保的列車和從西明石出發前往加古川的列車整合。在早上時段中，駛越尼崎站直通至神戶線、寶塚線的普通列車進行變更。
琵琶湖線中，日間從米原出發與從野洲出發的快速列車出發次序更換。
JR東西線、學研都市線中，321系行駛至松井山手站。
湖西線中，早上從堅田出發的首班普通列車由前往尼崎改為前往西明石。在晚上10時時段，從京都出發前往近江舞子的普通列車，在「時間表上」為從西明石出發。221系再次駛入至近江今津站。
223系4輛編成的列車部分連接6000番台，並曾經連結在221系上。
嵯峨野線中，221系在2月18日起開始投入服務。
天王寺站內的大和路線連絡線成為雙線鐵路，使阪和線於早上繁忙時間的6班「關空快速·紀州路快速」在此時間表修峿中，新設在大阪環狀線內各站停車的「直通快速」列車。關空·紀州路快速的運行體系改變並大幅增加班次。大阪環狀線區間中，大阪至京橋之間改為各站停車，部分時段更環狀運行。另外，取消來往JR難波站的「關空快速」班次。隨著增備60輛223系（全部為2500番台），編成數由3輛、5輛統一至4輛。日間於和泉砂川折返的班次改為於日根野折返。在早晚223系最遠駛至御坊站。
大和路線中，來往JR難波的區間快速列車改為快速列車，新設從柏原出發的快速列車。
四國
予讚線高松地區的運行體系變更。連接特急「南風」的「南風接力號」列車復活。牟岐線德島站至阿南站之間的特急列車愛稱改為「回家特快阿南」，上行1班列車由晚上出發改為早上出發。另外，四國內的所有特急列車均禁煙。晚間時段的列車出發時間作出變更。
九州
各地區普通、特急列車出發時間大幅提早或延遲，行駛區間延長及增加停車站。
新設行走於熊本站至鹿兒島中央站之間，途線肥薩橙鐵道的快速列車班次（只於星期六及假日運行）。
貨物
在此修正中，不再使用罐車運送化工產品，除了石油、石灰石與部分專用貨物列車外，所有車攜貨運列車廢止。
夜行列車
日本全國大部分夜行臥鋪列車削減班次和取消。在此修正中，取消來往東京站至大阪站之間的臥鋪急行「銀河」，來往京都站至熊本站、長崎站之間的臥鋪特急「那霸」、「曉」班次。削減來往大阪站至青森站之間的「日本海」，上野站至札幌站之間的「北斗星」，均剩下1往返班次。在此之後，來往東京站的夜行急行和關西來往九州方向的優等列車全部取消。同時使用西日本的客車運行的定期臥鋪特急全部廢止。使用EF65形牽引的定期旅客列車消滅。
在此時間表修正中，設有多個車站啟用。上述的大阪東線有12座車站啟用，東日本、四國、九州各1座車站啟用。而西日本（不計算大阪東）有2站啟用。另外，九州有1座車站改名。

### 6月15日
西日本中，隨著米子機場的跑道延長工程開始，境線部分走線改變，大篠津站改名為米子機場站，御崎口站改名為大篠津町站。

### 6月29日
西日本中，隨著奈良站周邊高架化工程進行中（大和路線部分路軌高架化），大和路線、奈良線、櫻井線等實施時間表修正。同時，JR寶塚線的223系6000番台投入服務。

### 10月18日
西日本實施時間表修正。JR京都線的桂川站啟用。該車站只有普通列車停站（包括高槻站至大阪站之間為快速列車的班次）。

## 2009年（平成21年）

### 3月14日
各公司實施時間表修正。
新幹線
東海道、山陽新幹線中，部分來往新大阪的「希望」延長至來往廣島站、博多站，部分臨時「希望」號列車升級至定期列車。同時，來往名古屋站至博多之間的「光」改為來往廣島站。16卡編成的「光」不再駛入博多站。從東京前往新大阪的「希望」號列車每小時最多9班，來往廣島最多5班，來往博多4班。另外，來往廣島的「希望」號列車改用N700系。使每小時設有2班使用N700系運行「希望」號，包括東京至博多班次與東京至廣島班次。在早上時段，新大阪至博多之間的「光號鐵路之星」班次中改為「希望」，同時另外增加「光號鐵路之星」班次。另外，新設早上從名古屋出發前往東京的「希望」號班次。
東日本各新幹線中，隨著上越新幹線大宮站至越後湯澤站之間改用數碼ATC系統，大部分「朱鷺」「谷川」和長野新幹線「淺間」列車的行駛所需時間縮短。東北新幹線中，增加來往仙台站的「疾風」班次，所有「疾風、小町」班次均停大宮站。
北海道
北海道的貨運列車時間表作出修改，使函館本線、室蘭本線、根室本線的普通列車時間也相應作出修改。
東日本（在來線）
增加2班特急「超越梓」停立川站的班次（均在黃昏時段停站）。
臥鋪特急「曙」中，本來為吸煙車廂的「長椅車廂」改為禁煙車廂。上野站至長岡站之間的牽引機車由EF81形改為EF64形。
湘南新宿線中，星期六及假日使用10卡編成運行，部分列車使用15卡編成。增加湘南新宿線、南武線、橫濱線的班次。另外，南武線的西府站、川越線的西大宮站啟用。
京葉線中，在前年12月1日，209系500番台開始投入服務。
鶴見線的運行體系大幅變更。日間來往扇町站、海芝浦站的列車改為每2小時1班。
磐越西線快速「會津快車」中，只於星期六及假日運行的1往返（3、4號）班次改為毎日運行，使毎日共有3往返班次。
米坂線所有班次使用KiHa110系、KiHaE120形運行。
東海（在來線）
所有特急「信濃」列車均停千種站和多治見站。特急「南紀」再次定期連結綠色車廂。
關西線中，日間增加來往龜山站的快速班次。在名古屋站至四日市站之間與快速「三重」共同設有每30分鐘1班的快速列車班次。另外普通也增加班次，為每30分鐘1班。使名古屋站至四日市站之間的班次為每15分鐘1班。
隨著東海道本線的快速「月光長良號列車」變為臨時列車，在早晚增加快速班次。在早上時段中增加中央本線班次。御殿場線中，早上和黃昏時段增加來往三島站的直通列車班次。
在東海內所有在來線月台全面禁煙。東海道本線南大高站啟用。
西日本（在來線）
津山線急行「津山」廢止，這些班次整合至快速列車之中。使JR再沒有定期運行的日間急行列車班次，同時再沒有使用柴油列車運行定期急行列車班次。
米子地區中，改善米子站的山陰本線、伯備線和境線，以及出雲市站米子方向和濱田方向的轉乘班次時間。
廣島地區中，假日暫停服務的列車改為星期六及假日暫停服務。
日間山陽本線（岡山站至岩國站之間）、山口線和宇部線的快速班次廢止。七尾線中，早上4時段和晚上11時時段的列車廢止。小濱線的尾班車提早30分鐘出發。
都市網絡
JR京都、神戶線中，本來在晚上11時時段於大阪出發的新快速尾班車延長凌晨0時時段。兵庫→西明石之間使用電車線行走的新快速復活。在深夜時段中，快速的快速運行區間改為大阪至高槻之間。取消與新快速重疊時間的列車班次。前往播州赤穗的尾班車改為新快速班次（在姬路站起為普通列車，在星期六及假日從姬路出發）。晚上的列車運行區間改變（設有在神戶、加古川站折返的班次）。再次設有來往甲子園口的列車班次。
學研都市線中，321系駛至京田邊站。
阪和線、大和路線中，取消星期六的回家快車班次。
隨著嵯峨野線的雙線鐵路工程進行中，部分列車的所需時間有所縮短。
奈良線中，夜間的快速班次改為區間快速班次。
為了確保乘務員有充足的睡眠時間，部分尾班車提早出發。
四國（包括西日本的瀨戶大橋線）
瀨戶大橋線（宇野線區間）部分成為雙線鐵路。快速「海洋快車」等的行駛所需時間縮短。改變於高松站出發時間。早上特急「南風」列車改為從須崎出發（每日運行的臨時列車班次）。特急「足摺」增加從高知出發前往須崎的臨時列車（每日運行）。另外，毎日運行的臨時特急「回家特快阿南」升級為定期列車。
九州
在星期六與假日，增加特急「閃耀」、特急「日向」班次。部分特急「魁皇」的出發時間延遲。在九州所有特急列車均全面禁煙。
鹿兒島本線中，早上時段的普通・快速列車到達博多後會進行增結與分離車廂。
日豐本線中，從柳浦出發的首班列車提早3分鐘出發，該列車在柳浦站於早上4時17分出發前往門司港站，成為日本最早出發的列車。
山陽本線（下關至門司之間），部分來往門司的班次改為來往小倉。削減下關站經小倉站前往鹿兒島本線（折尾、博多方向）或日豐本線（行橋、中津方向）的直通列車班次。
大分地區的日豐本線中，一人控制列車運行區間擴展至中津站以南。
鹿兒島本線的鹿部站、廣木站、久大本線的久留米高校前站啟用。
夜行列車
與上年相同，繼續削減或取消夜行列車班次。取消來往東京至熊本、大分之間的「隼」、「富士」。使來往東京的藍色列車（客車）消滅，來往東京的夜行臥鋪列車只剩下前往出雲市站、高松站的電動列車特急「日出出雲、瀨戶」。來往九州的臥鋪特急與通過關門隧道的優等旅客列車全部取消。不再使用EF66形牽引定期旅客列車。廣島縣內，JR在來線再沒有定期優等旅客列車班次。
快速「月光長良號列車」、「月光越後號列車」降級為季節性臨時列車。

### 6月1日
西日本部分地區（北陸地區）實施時間表修正。特急「雷鳥」（Thunderbird）引入新製車輛683系4000番台。特急「白鷹」增加1往返班次，共設有13往返班次，每1小時設有1班。
同時，東海、西日本內的特急、急行列車（包括通勤快車與直通至其他公司的列車。東海道、山陽新幹線與臥鋪特急除外）均全面禁煙。

### 10月1日
主要是北海道實施時間表修正。
北海道
提早從札幌出發前往稚內的特急「超級宗谷1號」出發時間，使增加停留在稚內的時間，該列車加停美唄站和砂川站。使方便在函館本線內的乘客。另外，隨著增備KiHa261系1000番台，來往帶廣站的特急列車愛稱統一為「超級十勝」。提早從札幌出發前往釧路的特急「超級大空13號」出發時間。另外，增加「北斗」、「超級北斗」停五稜郭站的班次。
在北海道內互相出發和到達的特急列車中，本來設置了電話式式公共電話，但是隨著使用人次減少而撤走。
在札幌都市圈中，從札幌出發前往江別、岩見澤方向的部分區間快速「石狩快車」改為普通列車。學園都市線中，黃昏繁忙時間增加從北海道醫療大學站出發的列車班次。
另外，來往糸井站的普通列車中的1往返班次改為來往萩野站。北海道內各方向的部分普通列車時間進行變更。
東日本
特急「成田特快」中，引入新製的E259系。房總地區各線中，引入209系2000番台･2100番台。在時間表上沒有改變。
西日本
各路線實施時間表修正。
赤穗線中，早上從西大寺出發前往岡山的列車臨時延長至倉敷。湖西線、北陸本線中，隨著增備683系4000番台，部分「雷鳥」改為「雷鳥」（Thunderbird）。在伯備線行走特急列車中，取消車內販賣服務
九州
日豐本線小倉站至中津站、佐伯站至延岡站之間的普通列車開始引入一人控制班次。使佐伯站至延岡站之間的普通列車改為使用柴油列車（KiHa220形）運行。大分站至佐伯站之間部分普通列車由於為了出入車廠關係，改用柴油列車運行。

## 注腳